# Зубар Наталія Володимирівна
Ната́лія Володи́мирівна З́убар (нар. 25 січня 1965, м. Київ) — українська вчена-фізик, IT-фахівець, громадська діячка, правозахисниця, журналістка, редакторка та аналітик і фахівець з інформаційної безпеки, медіаграмотності та протидії інформаційній війні проти України. Редакторка та системна адміністраторка сайту «Майдан», Голова Правління громадської організації «Інформаційний центр „Майдан Моніторинг“», член Харківської правозахисної групи, координаторка «Української миротворчої школи»; була співкоординаторкою і співорганізаторкою Харківського Євромайдану і членом журі фестивалю «Docudays UA» (2014). Редагує українську Вікіпедію та інші сестринські вікіпроєкти під нікнеймом Наталка Зубар з липня 2007 року.

## Біографія

### Ранні роки
Наталія Зубар народилася 25 січня 1965 року у м. Києві. Її батьки були викладачами харківських вишів.
Зростала в родині комсомольських та комуністичних активістів, а також дисидентів. Втім, в її сім'ї в радянські часи слухали «Радіо Свобода» та «Голос Америки». Багато уваги приділяв вихованню Наталії Зубар її дід, який був вояком УПА та відсидів у ГУЛАГу. Він навчив її мнемоніці та розповідав в ігровій формі дитині (дід помер, коли Наталії було 7 років) про УПА, перебування в ГУЛАГу та про історію України і Харкова. Мати була викладачкою наукового атеїзму, тому в дитинстві Наталія читала Біблію, Коран, багато релігійної літератури, літератури про релігію, а також, як дитина лекторів товариства «Знання», мала доступ до зарубіжних фільмів, щоби «знати ворога в обличчя». Була членом кількох дисидентських груп.
З 1982 року Наталія Зубар входила до «Українського товариства охорони пам'яток і культури» і за завданням цього товариства їздила в архіви, зокрема і до Москви, з метою дослідження історії життя групи харків'ян.
Протягом 1982—1985 років брала участь у роботі любительської «Народної кіностудії Харківського політехнічного інституту». У 1983 році стала лавреаткою конкурсу любительського кіно в Варні за найкращий сценарій (фільм «Міраж»). З 1982 року також працює у журналістиці, а з 1985 року — у сфері архітектури програмного забезпечення.
У 1989 році закінчила Харківський політехнічний інститут, здобувши фах фізика. Тут же працює з квітня 1989 по квітень 1991 року науковою співробітницею.
Зі створенням «Народного Руху України за перебудову» Наталія Зубар стає його активісткою. Вона була однією з керівниць технічної та інформаційної служби НРУ в Харкові. Зокрема, брала участь в акції на підтримку «Живого ланцюга» у Харкові, організованої харківським осередком Народного руху України, яка відбулась 21 січня 1990 року біля пам'ятника Шевченку, коли активісти побудували ланцюг вздовж вулиці Сумської. За її словами, міліція не чинила перешкод проведенню акції. Після проголошення незалежності України Зубар перейшла до бізнес-діяльності, вважаючи, що основна мета досягнута.
З 1991 до січня 1998 року обіймала посаду віцедиректора інформаційної компанії «Край». У цей час була редакторкою місцевого випуску газети «Аргументи і факти», а також головною редакторкою газети «Копилка» («Скарбничка»).
З липня 1997 року вона є технічною директором Webby International Webhosting, де займається провайдингом і створенням програмного забезпечення для інтернет-сайтів.

### Сайти «Майдан» та «Помаранчева революція»
Після вбивства Георгія Гонгадзе Наталія Зубар повертається до активної громадської діяльності. Вона починає шукати інформацію про вбивство, тісно спілкуватися з учасниками форуму «Gongadze.com.ua», створеного «Українською правдою». Там виник її нікнейм «Pani». Також, за її словами, вона бачить, що формуються «темники», спеціально сконструйовані меседжі, а навколо імені Гонгадзе починається інформаційна війна.
19 грудня 2000 року, після початку акції «Україна без Кучми», створено сайт «Майдан», який спочатку хостився на академічній мережі у Києві, поблизу Майдану Незалежності. Побачивши це, Зубар написала листа людям, які вели сайт, що небезпечно мати хостинг в Україні, і запропонувала допомогу з перенесення сайту на американські сервери, а також допомогла із його програмним забезпеченням. З того часу вона є редакторкою та системною адміністраторкою ресурсу. Сайт «Майдан» став головним рупором та джерелом інформації про перебіг акції «Україна без Кучми», яка, на думку Наталії Зубар, стала першою інтернет-революцією в Україні. Після розгрому акції «Україна без Кучми» сайтом «Майдан» на постійній основі займалися 8 осіб, зокрема, Зубар та її чоловік Віктор Гарбар. Вже відтоді вона модерувала дискусії, спрямовуючи їх у конструктивне русло.
Під час Помаранчевої революції займалась технічною підтримкою, обробкою інформації та комунікацією з волонтерами сайту «Майдан», який став одним з головних майданчиків активістської координації. Так, 23 листопада 2004 року було опубліковано 1500 новин, а трафік був з пів мільйона хостів. У перші три дні революції Зубар, за її спогадами, не тільки не виходила з дому, а й взагалі не спала.

### Моніторингова діяльність (2005—2013)

22 листопада 2006 року на майдані Незалежності в Києві на мості через вулицю Інститутську був вивішений банер «Захарова — в Омбудсмени!!!»

У січні 2005 році Наталія Зубар стала виконавчою директором Громадського інформаційно-методичного центру «Всесвіт» і була на посаді до листопада 2012, а також координаторкою громадського руху «Альянс Майдан», координаторкою проєкту «Операція для Луценка» щодо збору фактів правопорушень з боку правоохоронців для тодішнього міністра внутрішніх справ Юрія Луценка. З того часу вона займається проблемами захисту прав людини. Також є членом «Харківської правозахисної групи», зокрема певний час була піар-менеджеркою, готувала звіти щодо свободи вираження поглядів в Україні.
Наприкінці 2006 — початку 2007 року була координаторкою громадянської лобістської кампанії «Захарова — в омбусмени» з обрання правозахисника, директора «Харківської правозахисної групи» Євгена Захарова на посаду Уповноваженого Верховної Ради України з прав людини.
У лютому 2010 року Наталія Зубар з іншими учасниками спільноти «Майдан» (Віктором Гарбаром, Михайлом Свистовичем, Олександром Северином та Катериною Чепурою) подала до Окружного адміністративного суду м. Києва позов на Верховну Раду України, Голову ВРУ, Президента України щодо оскарження скасування Верховною Радою місцевих виборів, які до того були призначені на 30 травня 2010 року, оскільки такі дії позбавляли українців права обирати і бути обраними і мали ознаки узурпації влади Верховною Радою України.
У рамках кампанії руху «Альянс Майдан» «Стріляйте в піаніста!» з боротьби з неособистим голосуванням депутатів Верховної Ради України у травні 2011 року було презентовано перший фільм кіностудії сайту «Майдан» — «Ukraine. Banana Republic Forever!?» («Україна. Бананова республіка назавжди!?»), англомовну стрічку, в якій показані приклади неособистого голосування народними депутатами України. Наталія Зубар продюсувала, керувала проєктом та написала сценарій фільму, що увійшов до хіт-параду YouTube.
Виступала з критикою низки законодавчих новацій, зокрема, законопроєкту «Про захист суспільної моралі» та законопроєкту № 11013 («Закон про наклеп»), що повертав у Кримінальний кодекс України статтю про покарання за наклеп. У 2011 була серед підписантів звернення до міністра закордонних справ України Костянтина Грищенка, в якому було розкритиковані символи українського народу «Спритко» і «Гарнюня», звернення та відкритого листа до віцепрем'єр-міністра Бориса Колєснікова щодо ситуації з відключенням від трансляції харківських телеканалів «Фора» і «А/ТВК» та припиненням трансляції на «7 каналі» програм телеканалу «АТН», а у 2013 році підтримала петицію, адресовану редакції «Deutsche Welle», на захист перемоги української блогерки Олени Білозерської в міжнародному конкурсі блогів «The BOBs».

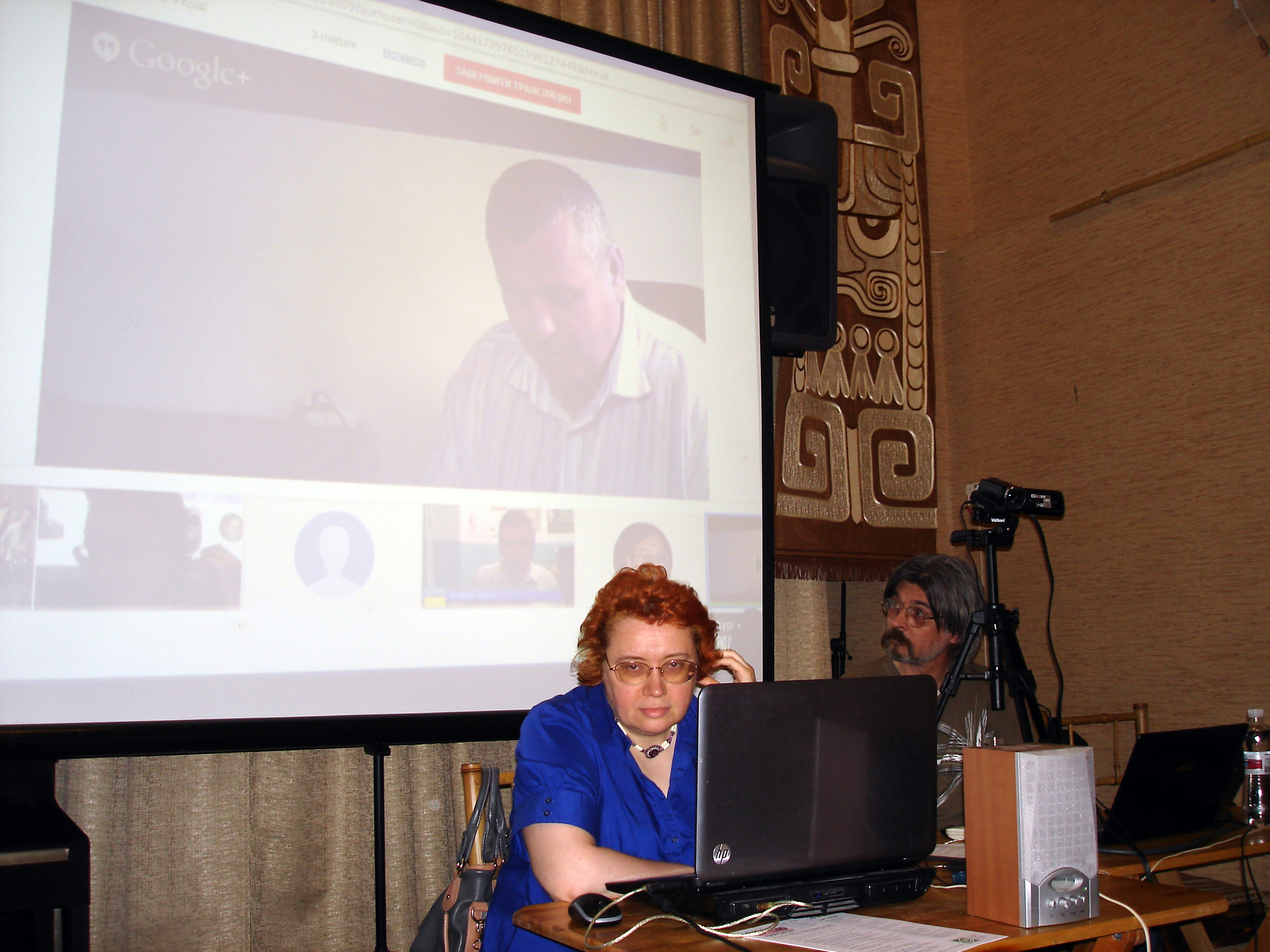
Наталія Зубар та Віктор Гарбар під час одного із заходів проєкту «Майдан Reload 3d»

З 2011 по 2013 рік Наталія Зубар з Олександром Северином займалася моніторингом порушень свободи мирних зібрань через їх судову заборону за ініціативою органів місцевого самоврядування. Моніторинг зафіксував, що чимало органів місцевого самоврядування всупереч Конституції України ухвалили місцеві порядки з розгляду повідомлень про проведення мирних зібрань, а також при поданні до суду щодо заборони масових зібрань деякі органи місцевого самоврядування, нерідко, керувалися Указом Президії Верховної Ради СРСР від 28 серпня 1988 № 9306-XI «Про порядок організації і проведення зборів, мітингів, вуличних походів і демонстрацій в СРСР». У результаті моніторингу було зафіксовано, що, приміром, за 2012 рік судові заборони масових зібрань були ініційовані місцевими радами в 86 містах та селищах міського типу України, а самих звернень, за даними судових органів, було понад 400, і в понад 80 % випадків суди забороняли масові зібрання. Містом із найбільшою кількістю судових заборон масових зібрань став Харків (103). Також виявилося, що міліція подає неточні дані (завищені до 10 разів) щодо кількості масових зібрань в Україні. У 2012 році вона подала кандидатури Харківської міської ради та Харківського обласного апеляційного суду на антипремію правозахисників «Будяк року», засновану Українською Гельсінською спілкою з прав людини, за систематичну заборону мирних зібрань у Харкові. Пізніше, у грудні того ж року, Харківські міськрада та суд стали лауреатами цієї антипремії «за грубе порушення права на свободу мирних зібрань та систематичні заборони на проведення будь–яких акцій у місті».
Під час виборів до Верховної Ради України 2012 року вона була одним з авторів та координаторкою проєкту «Майдан-Моніторинг: Вибори-2012» з громадського моніторингу порушень виборчого законодавства із документацією їх на фото чи відео та відображенням їх на карті порушень
У 2012 році члени Громадського інформаційно-методичного центру «Всесвіт» вирішили змінити назву організації та розширити напрями її діяльності, але державний реєстратор відмовив у перереєстрації. Тож було вирішено зареєструвати нову організацію, і у листопаді 2012 року Наталія Зубар стала співзасновницею громадської організації «Інформаційний центр „Майдан Моніторинг“» та стала головою Правління в ній.
У 2013 році вона створила проєкт відкритих дискусій «Майдан Reload 3d», що дозволяв брати участь у дискусіях водночас і наживо, і через відеозв'язок спільно з Незалежним культурним центром «INDIE» та «Харківською правозахисною групою». Також у цей час вона була у складі команди дослідників, що проаналізувала вуличне образотворче мистецтво в Харкові, Києві, Львові та Сімферополі у контексті «теорії розбитих вікон» та членом журі конкурсу «Права жінок і чоловіків у суспільстві» серед журналістів волинських медіа, громадських діячів і студентів щодо дотримання прав людини в українському суспільстві за ознакою статі.
Вона була учасницею громадянського руху «Ми — Європейці», була членом Незалежної медіа-профспілки України.

### Євромайдан

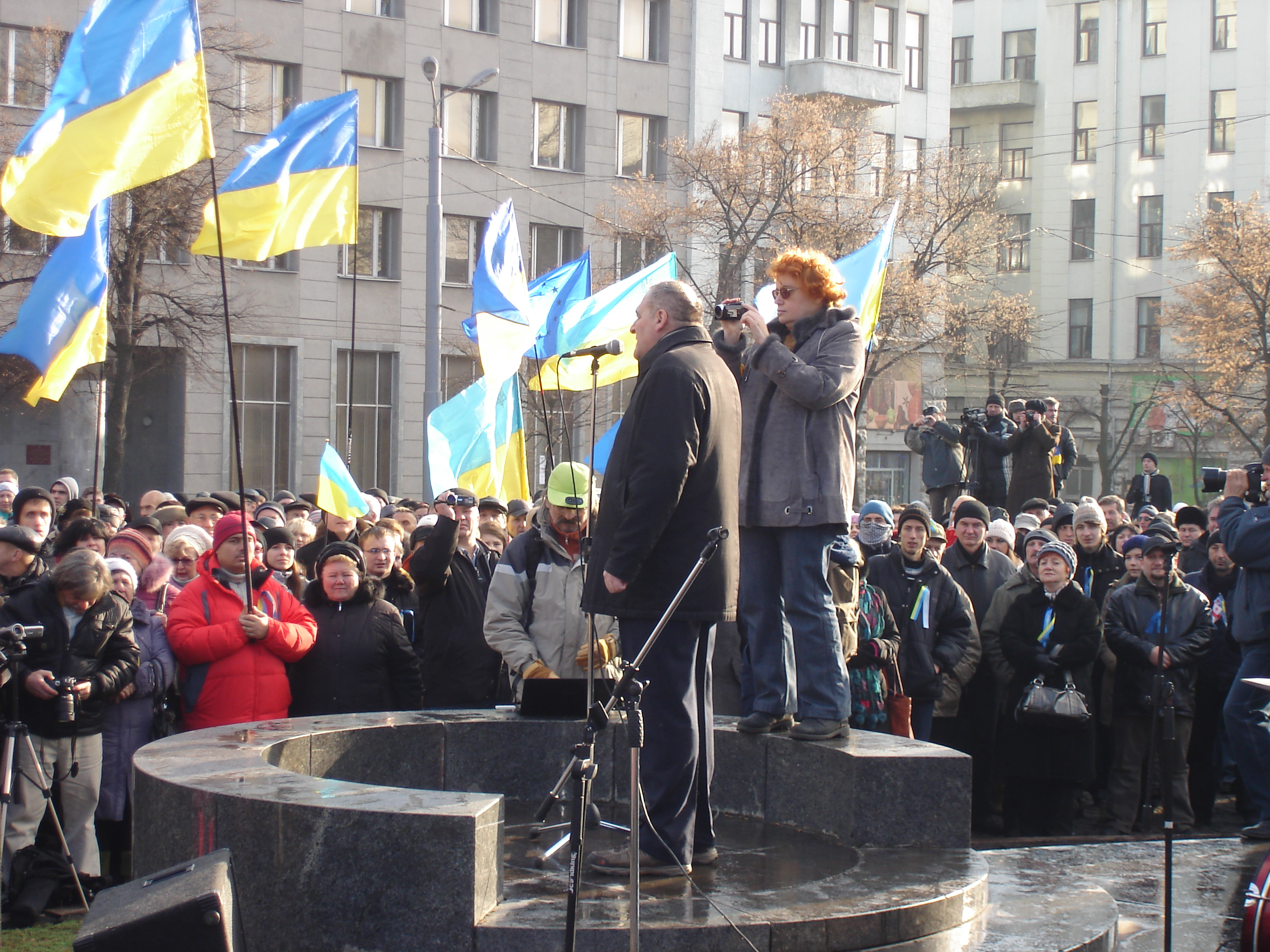
Євген Захаров та Наталія Зубар (з камерою) під час Харківського Євромайдану. 1 грудня 2013.

Наталія Зубар була однією з організаторів та членів координаційної ради Харківського Євромайдану з перших його днів і до кінця березня 2014 року. Під час Євромайдану вона була одним з публічних його спікерів, а також займалася організацією акцій і маршів, модеруванням мітингів, дискусій, вела перемовини з політичними партіями, міліцією. За спогадами інших координаторів Харківського Євромайдану, вона грала велику роль в організації акції протесту, чому сприяв її досвід ще з РУХівських часів. Також вона була в числі співорганізаторів Форуму Євромайданів у Харкові, який зібрав 200 делегатів з 20 міст України та відбувся 11-12 січня 2014 року, учасницею Форуму Євромайданів в Одесі (лютий 2014 року). У грудні 2013 року, під час Євромайдану, вона заявила, що проти України почалася активна інформаційна війна з боку Росії, яка, на її погляд, «є загрозою для територіальної цілісності та національної безпеки України».
В цей же час, у грудні 2013 року, вона була серед підписантів відкритого звернення до органів суддівського самоврядування, Конституційного суду України, суддів, адвокатів, юристів, правозахисників України, в якому було висловлено недовіру суддівському корпусу, котрий став на захист не прав людини і свободи, а дій влади та закликано судові органи України провести негайні позачергові засідання для оцінки відсутності верховенства права в Україні..

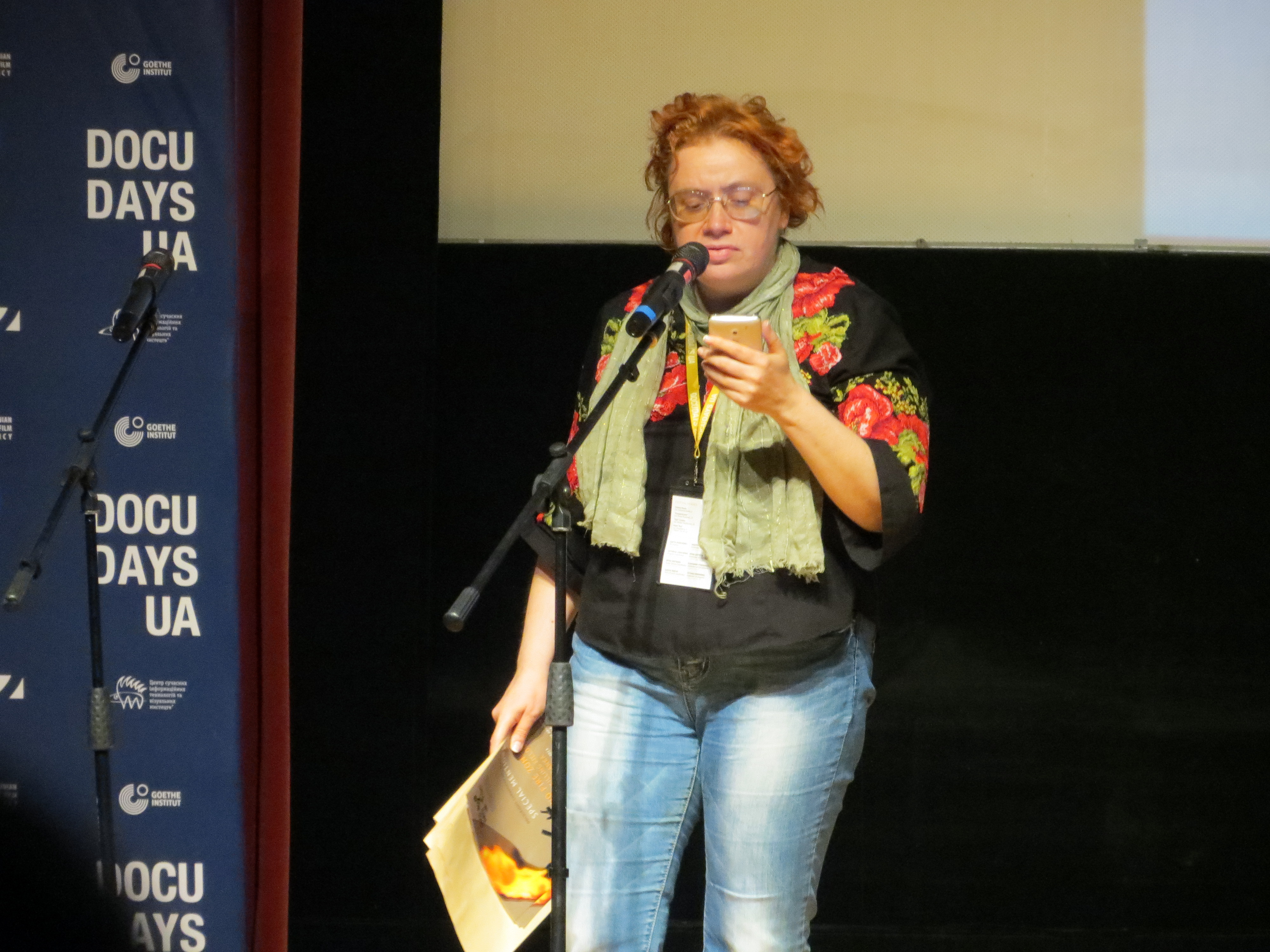
Наталія Зубар під час церемонії нагородження фестивалю Docudays UA (березень 2014).

У березні 2014 році Наталія Зубар була членом журі 11-го Міжнародного фестивалю документального кіно про права людини «Docudays UA» у номінації «DOCU/ПРАВО».
Одночасно, у середині березня 2014 року вона була серед підписантів звернення харків'ян «Харків — українське місто»
Також навесні 2014 року вона була представником Уповноваженої Верховної Ради України з прав людини у Харківській області, займалася моніторингом дотримання прав людини в анексованому Росією Криму. Зокрема, вона прохала Національну експертну комісію України з питань захисту суспільної моралі оцінити вплив перформансу харківських ультрас «Путін — хуйло!» на стан суспільної моралі, але комісія не знайшла такого відео в мережі інтернет. Також Зубар була серед підписантів відкритого звернення до керівника «Inter Media Group» Ганни Безлюдної і тимчасово виконуючого обов'язки генерального директора Національної телекомпанії України Олександра Пантелеймонова щодо ганебної інформаційної політики цих телеканалів із найбільшим покриттям, які під час Євромайдану були лідерами за замовчуванням інформації про злочини колишньої влади та звернення редакторів сайту «Майдан» з вимогою видворення з України іноземних пропагандистів, які вдають із себе журналістів, а натомість ведуть інформаційну війну.

### Українська миротворча школа

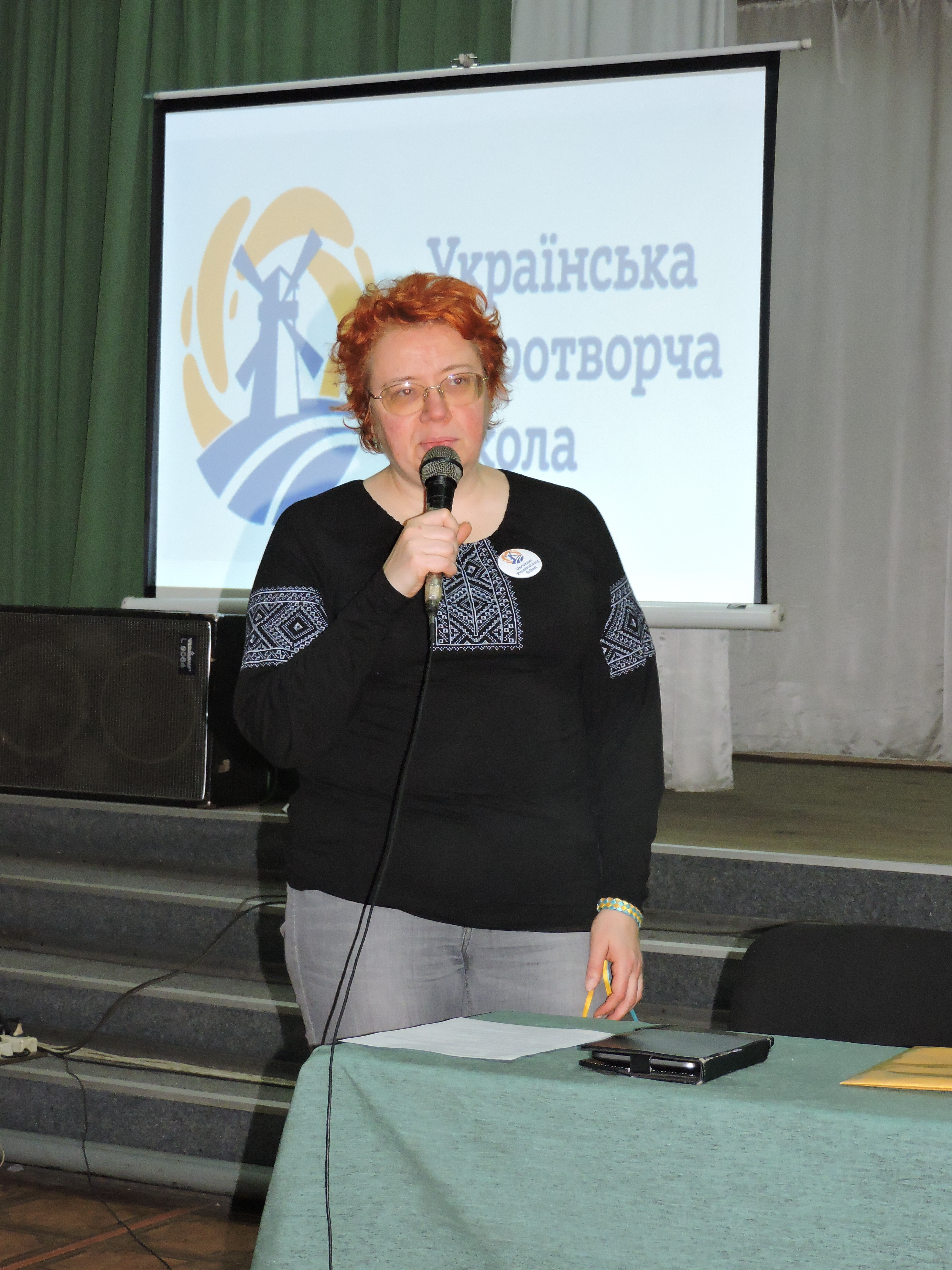
Наталія Зубар під час одного із заходів в рамках «Української миротворчої школи». Покровськ, березень 2015

Після початку війни на сході України, Наталія Зубар займається миротворчою освітою. З вересня 2014 року вона координує роботу «Української миротворчої школи» — проєкту, який направлений на трансформацію і попередження конфліктів у прикордонних регіонах України та реалізується через навчання його слухачів на дискусіях, тренінгах та семінарах практиці вирішенню конфліктів та налагодженню громадського діалогу, проводить практичні заняття, дискусії та круглі столи з побудови миру на Донбасі та у Приазов'ї. Також проводилися круглі столи та дискусії на Волині, на Закарпатті та у Бережанах, що на Тернопільщині, а у 2017 році було проведено низку інтеграційних організаційно ділових ігор «Формула змін» на Донеччині та Херсонщині. В результаті діяльності школи відбувається формування мережі соціальних посередників, у першу чергу, в Донецькій, Луганській та Херсонській областях, які, серед іншого, можуть бути конфліктологами та посередниками у місцевих конфліктах, допомагати налагоджувати контакти між громадськими активістами та місцевою владою. За 6 років роботи школи було підготовлено 135 таких фахівців. У 2015 році в рамках цього проєкту було проведено соціологічне опитування мешканців підконтрольної Україні території Донбасу, яке показало, що понад 60 % опитаних вважають себе патріотами України, проведено фестиваль урбаністики у Бережанах, також видавався мілітарний журнал «Миротворець» (головний редактор — Павло Гомонай). У 2016 році в рамках роботи «Української миротворчої школи» було презентовано результати соціологічного опитування у містах Приазов'я, яка показало, що половина населення стоїть на свідомих проукраїнських позиціях, але у разі конфлікту більшість займатиме вичікувальну позицію, та емпірико-соціологічного дослідження соціального капіталу у 26 містах сходу та півдня України, яке показало, що етнічна складова конфліктного потенціалу у цих регіонах відсутня, а тому цей конфліктний потенціал є радше ціннісним. Того ж року в рамках школи було видано 3 книги щодо проблеми суспільного порозуміння авторства Олександра Зінченка, Збігнєва Буяка та Андрія Каменщикова, відбулася низка презентацій цих книг.

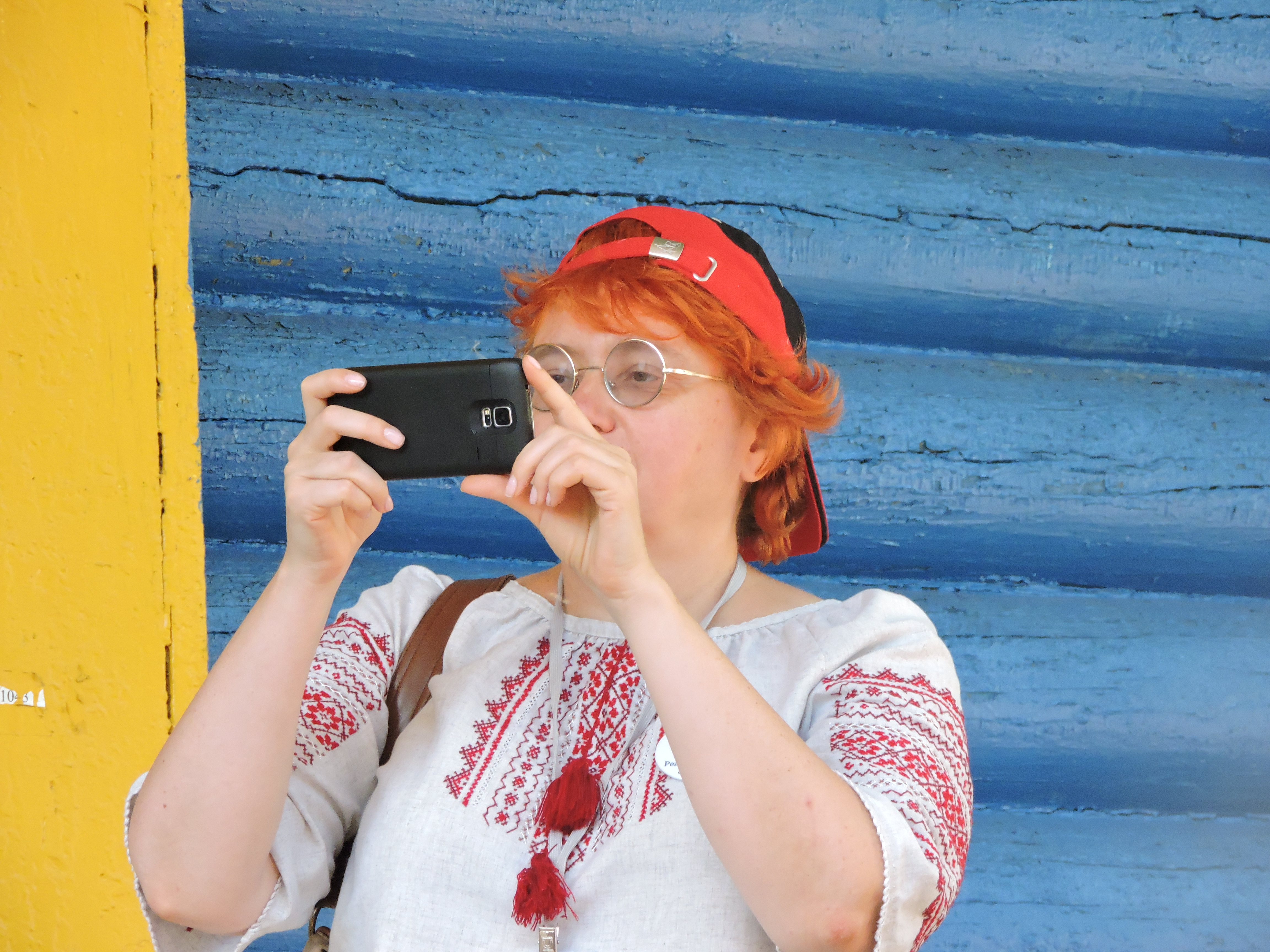
Наталія Зубар під час мистецького заходу «Країна руками дітей» у Харківському зоопарку (серпень 2015).

У липні 2014 року організувала акцію «Україна руками дітей» (майстер-класів з малювання та рукоділля) для дітей з Пісочина, що поблизу Харкова. Ця акція 2015 року переросла в проєкт «Країна руками дітей», реалізований в рамках «Української миротворчої школи» та направлений на інтеграцію сімей внутрішньо переміщених осіб в містах, де вони проживають, та реалізований у Слов'янську, Краматорську та Харкові.
У серпні 2014 року була однією з ініціаторів створення громадського руху «Майдан за НАТО».
Зубар є фахівчинею та аналітикинею з інформаційної безпеки і медіаграмотності, спеціалісткою в галузі мережевих технологій в соціальних системах, з 2014 року проводить тренінги з інформаційної безпеки у соціальних мережах та роботі з інформацією в умовах інформаційної війни з боку Росії для різної аудиторії — від дітей до державних службовців. У вересні 2014 року вона була співорганізаторкою як модераторка панелі про протистояння інформаційні війні проти України «Форуму солідарності волонтерів», який відбувся у Харкові. Неодноразово займалася викриванням фейків, у 2016 році викрила логістику «тарифного майдану» (протест «ошуканих вкладників» банків та профспілок), учасникам якого платили 300 грн на день за участь в акції, а у 2019 році — викрила «ботоферму Медведчука», що під публікаціями, пов'язаними зі здобуттям Томосу Православною Церквою України, створила велику кількість однакових коментарів. А після появи у січні 2019 року у Facebook опції про відкритість інформації про місцеперебування адміністраторів публічних сторінок і спільнот, Наталія Зубар одна з перших звернула увагу, що багато українських патріотичних сторінок і спільнот ведуться з Росії

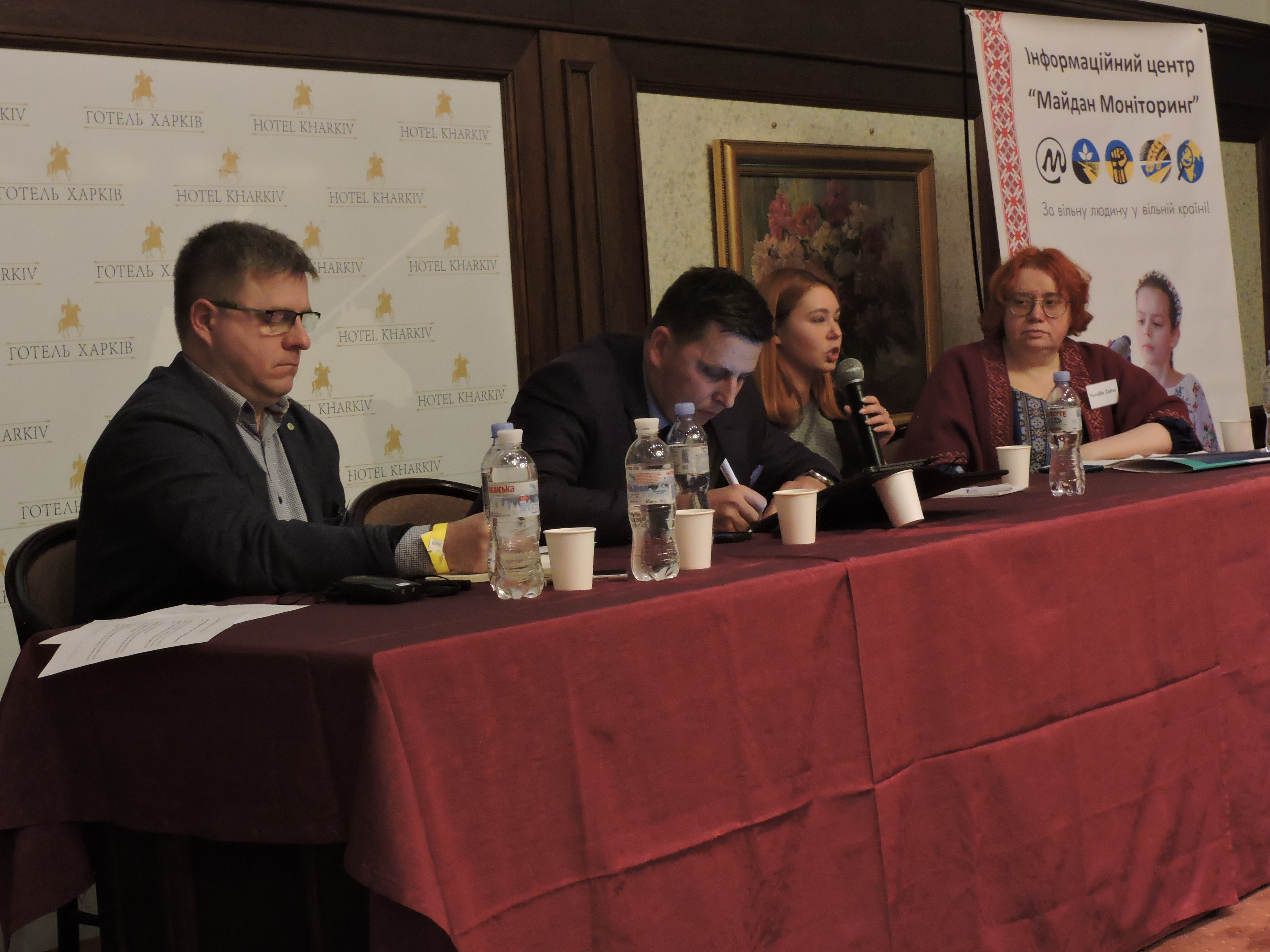
Наталія Зубар (перша справа) під час Другого Харківського міжнародного безпекового форуму 2019

Під час позачергових виборів до Верховної Ради України восени 2014 року Наталія Зубар проводила моніторинг порушень виборчого законодавства в Харківській області, в результаті чого було зафіксовано низку порушень.
У 2015 році була однією з організаторок конкурсу есеїв, фото або відеоматеріалів про Донбас «LOVEDONbas», що проводився серед мешканців Донецької та Луганської областей, або тих, хто мешкав там раніше та членом журі Восьмих Олексиних читань «Олекса Тихий та сучасність», які проходять з 2007 щороку.
У 2016 році виступила авторкою сценарію циклу короткометражних фільмів «Жінки миротвориці» (режисер — Борис Шустерман), а один з фільмів цього циклу став дипломантом міжнародного кінофестивалю «КиТЫ — Кино и ТЫ» імені І. А. Шрейбера (м. Маріуполь) у номінації короткометражного документального фільму.
Також у 2016 році Наталія Зубар спільно з Алексом Шевелом провела експеримент в щойно запущеній системі електронних декларацій для державних службовців та службовців органів місцевого самоврядування з підставлення в іншому браузері «куки» від залогіненого користувача в систему введення декларацій, і довела, що система може працювати у потенційного зловмисника, а також разом з іншими колегами виявила низку інших вразливостей системи. Цей скандал у середовищі блогерів отримав назву «мірандаґейту».
Наталія Зубар є постійною представницею «Team4Ukraine» у Харкові, направленого на підтримку громадянського суспільства, професіоналізацію поліції та інших сил безпеки та досягнення їх сумісності з ЄС та НАТО.

### Документування російських воєнних злочинів
Під час широкомасштабного вторгнення російських військ до України Наталія Зубар разом з колегами з організації Інформаційний центр «Майдан Моніторинг» з березня 2022 року займається документуванням російських воєнних злочинів на місцях обстрілів у Харкові — пошкоджень внаслідок обстрілів цивільної інфраструктури та житлових будинків Матеріали документування передаються до Служби безпеки України та правоохоронних органів. Вона стала кураторкою виставки «Розлам. Харків», яка експонувалася у Празі під час «Форуму для України», що відбувся 31 серпня 2022 року, та у Бережанах на Тернопільщині, відкриття якої відбулося 1 вересня 2022 року. До цієї виставки увійшли також і її фотографії.

## Творчий доробок
Видання

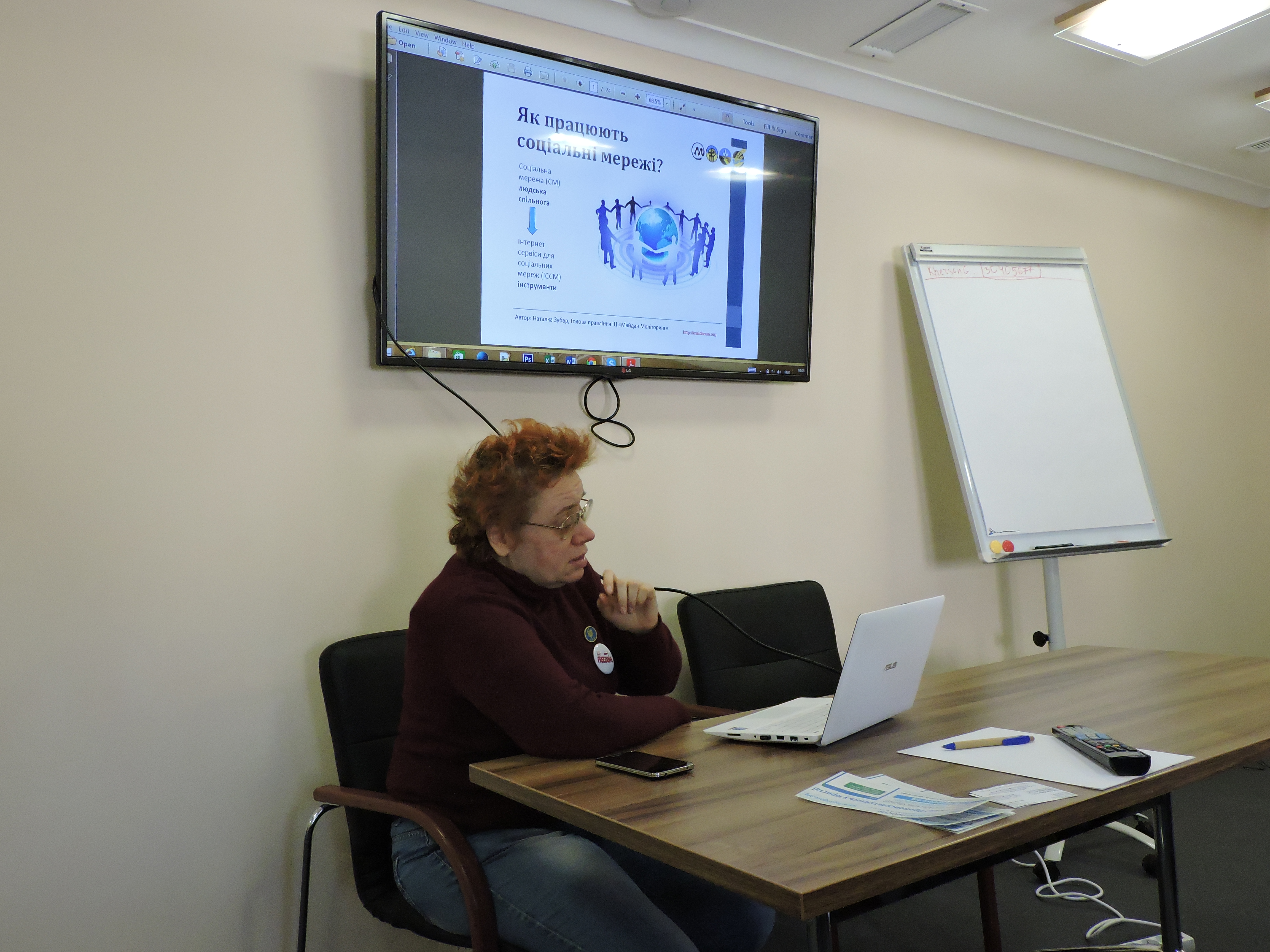
Наталія Зубар проводить тренінг з інформаційної безпеки (Херсон, 2015).

Наталія Зубар є редакторкою, укладачкою та упорядницею низки видань:
- «Усвідомлення вибору — 2006» / Альянс Майдан; редактор-укладач Наталка Зубар. — Львів: Галицька видавнича спілка, 2006. — 64 с. — ISBN 966-7893-76-6
- Стратегії трансформації і превенції прикордонних конфліктів в Україні Збірка аналітичних матеріалів 2014—2015 рр. / Упор. Наталія Зубар, Олег Мірошниченко; Передм. Ігор Семиволос. — Львів: Галицька видавнича спілка, 2015. — 462 с. — ISBN 978-966-1633-99-4
- Місцеве самоврядування на Донбасі: історія, проблеми та перспективи розвитку як невід'ємної складової місцевого самоврядування України: Матеріали міжнародної науково-практичної конференції, м. Красноармійськ, 20 березня 2015 р. / редкол.: Н. В. Зубар (голова) та ін.; уклад. О. А. Таненок, С. Д. Петров. — Львів: Галицька Видавнича Спілка, 2015. — 194 с. ISBN 978-966-1633-91-8
- Суспільні порозуміння — феномен європейської культури / Буяк Збіґнєв; Олександр Шевченко, переклад; Наталія Зубар, редактор; Українська Миротворча Школа. — Харків: ТОВ «Видавництво права людини», 2016. — 128 с. — ISBN 978-617-7266-65-4
- Ландшафти дискримінації в Україні / Громадська організація Інформаційний центр «Майдан Моніторинг»; редактор Наталія Зубар. — Харків: ТОВ «Видавництво „Права людини“», 2016. — 256 с. табл., граф. ISBN 978-617-7266-71-5
- Зелений Гай. Фестиваль-діалог про комфорт і безпеку / упоряд. Н. В. Зубар. — Харків: Видавець О. А. Мірошниченко, 2019. — 59 с. — ISBN 978-617-7618-36-1

Статті

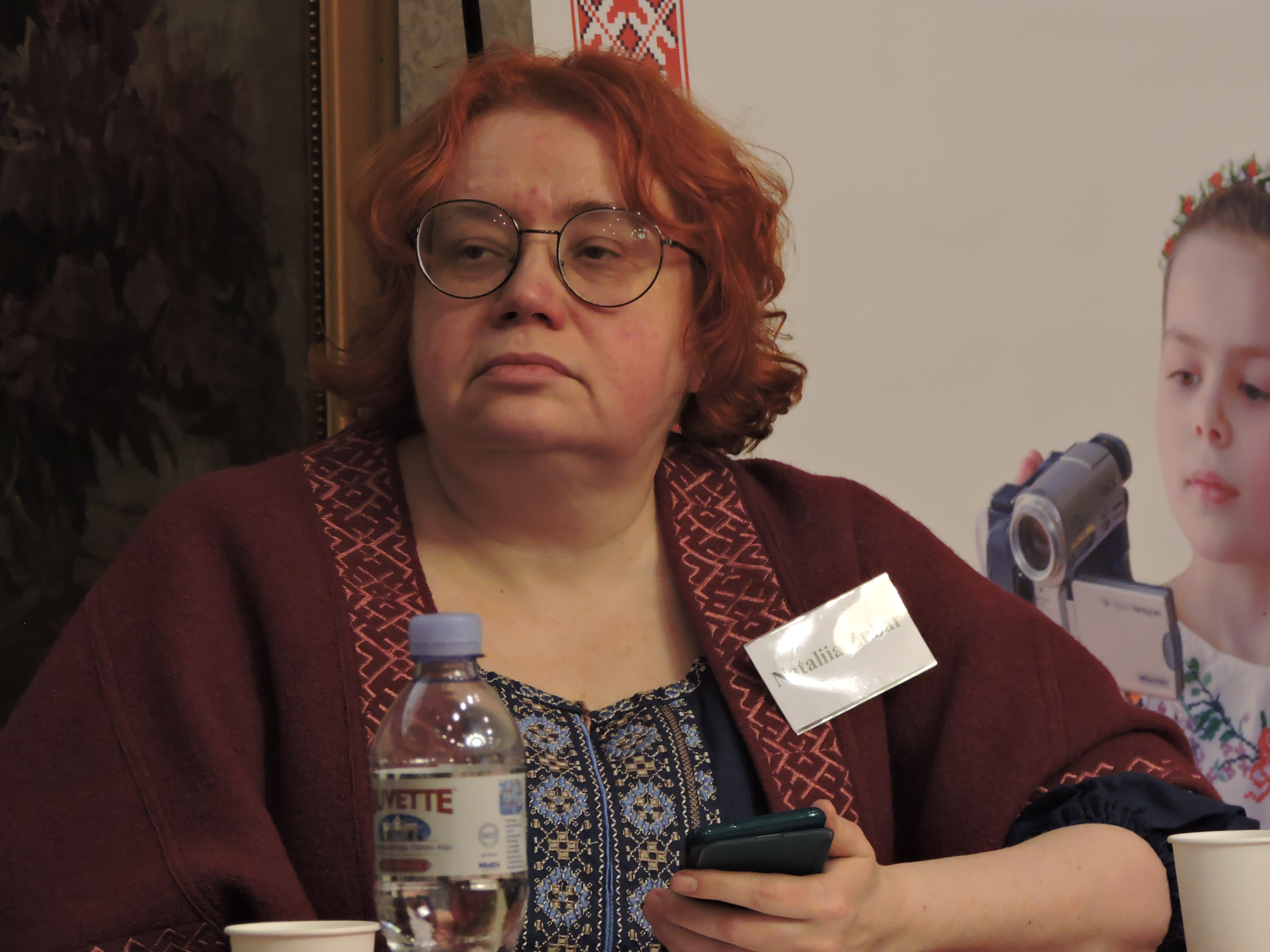
Наталія Зубар під час Другого Харківського міжнародного безпекового форуму 2019

Наталія Зубар є авторкою багатьох статей публікацій, співавторкою моніторингових та аналітичних публікацій, звітів тощо на сайті «Майдан», а також низки наукових праць:
- Топтыгин А. Л., Прыткин В. В., Гордиенко В. П., Зубарь Н. В. Структура, фазовый состав и сверхпроводящие свойства тонких пленок системы Bi — Sr — Ca — Cu — O // Вопросы атомной науки и техники. — 1990. — Вып. 2/10. — С. 79—81. — ISSN 0134-5400.
- Палатник Л. С., Топтыгин А. Л., Прыткин В. В., Гордиенко В. П., Зубарь Н. В. Фаза 2234 в пленках Bi — Sr — Ca — Cu — O, легированных Pb и Sb. // Физика низких температур. 1991. — Т.17. — № 5. — С. 653—655. — ISSN 0132-6414.
- Гарбарь В. В., Зубарь Н. В., Шумейко И. В. Системы мультимедиа и их применение в сфере культуры // Резание и инструмент. — 1993. — № 47. — С. 48—50. — ISSN 0376-808X.
- Nataliya Zubar, Vitalii Ovcharenko Beyond Maidan Nezalezhnosti New Eastern Europe. The Art of Revolution. — 2017. — Vol. XXV. — No 1. — P. 38-45. — ISBN 2083-7372.
- Рущенко І. П., Зубар Н. В. Війна інформації // Оборонний вісник. — 2017. — № 8. — С. 4—9.
- Зубар Н., Рущенко І. П. Когнітивна зброя і когнітивна безпека: постановка питання // Українське суспільство в умовах війни: виклики сьогодення та перспективи миротворення: матеріали Всеукраїнської науково-практичної конференції, м. Маріуполь, 9 червня 2017 р. — Маріуполь: ДонДУУ, 2017. — С. 267—270. — ISSN 2078-8207.
- Зубар Н. Як знайти бачення миротворення після війни? // Безпека сходу України в умовах гібридної війни: виклики 2019 року: матеріали Харків. безпек. Форуму (м. Харків, 7–8 груд. 2018 р.) / за ред. І. П. Рущенка. — Харків: Право, 2019. — С 31—32. — ISBN 978-966-937-624-4.

## Відзнаки
- Лауреатка премії конкурсу любительського кіно в Варні 1983 року за найкращий сценарій (фільм «Міраж»)[6]
- Премія Дня співчуття Мережі соціальної психології (2013)[164]

## Особисте життя
Кумиром Наталії Зубар, як і всієї її родини, з дитинства був Григорій Сковорода. Великий вплив на неї мала творчість Джорджа Орвелла, особливо «Колгосп тварин», а також журнал «Всесвіт», в якому друкували переклади іноземних авторів українською мовою.
Вільно володіє українською, російською, англійською та польською мовами.
Одружена з Віктором Гарбаром, фізиком за освітою, редактором та системним адміністратором сайту «Майдан», журналістом, координатором ВГО «Альянс Майдан», координатором проєктів Громадського інформаційно-методичного центру «Всесвіт», «Майдан-Моніторинг: Вибори 2012». Він один із засновників ГО «Інформаційний центр „Майдан Моніторинг“», співкоординатор Харківського Євромайдану, один із засновників «Вільного Університету Майдан Моніторинг», тренер «Української миротворчої школи».
Батько Наталії Зубар — Володимир Петрович Зубар, професор Національного технічного університету «Харківський політехнічний інститут», засновник любительської кіностудії «ХПІ-фільм». У часи радянської влади був комуністом, активістом часів хрущовської «відлиги». Мати її була комсомольською активісткою, займала посади в ЛКСМ України., була викладачкою наукового атеїзму.
Її дід народився 1905 року, був вояком Української повстанської армії, помічником Степана Мудрика, потім сидів у ГУЛАГу, був антикомуністом, а також людиною з енциклопедичними знаннями. Її бабуся (1903—1993) була шкільною вчителькою і викладала хімію, біологію та німецьку мову, знала особисто Нестора Махна і переїхала до Харкова у 1921 році та раділа здобуттю Україною незалежності у 1991 році, а також до своєї смерті підтримувала спілкування зі своїми учнями.
Її тітка (сестра батька) також викладала у Харківському політехнічному інституті та разом з чоловіком займалася виготовлення самвидаву та підпільної дисидентської літератури.
За словами Наталії Зубар, майже всі її родичі були громадськими активістами «у сучасному розумінні цього слова» та освітянами: викладали у закладах вищої освіти чи школах. Її родичі, серед яких було двоє істориків, виводили харківську гілку роду Зубарів від Івана Сірка, хоча не знайшли документальних підтверджень цьому.

### Інтерв'ю із Наталією Зубар
- Ольга Бурда (23 червня 2011). Королева написала українцям. BBC Україна. Архів оригіналу за 28 жовтня 2020. Процитовано 12 квітня 2020.
- Андрій Магера і Наталка Зубар: Ми вже готуємося до наступних виборів. Телекритика. 17 листопада 2012. Процитовано 12 квітня 2020.
- Наталя Зубар у програмі Люстрація. ZIK.ua. 31 січня 2014. Архів оригіналу за 21 квітня 2014. Процитовано 12 квітня 2020.
- Наталка Зубар та Василій в студії «Громадського» (24 березня 2014) на YouTube (рос.)
- Наталка Зубар на "Новой волне" (ефір 28 березня 2014) на YouTube
- Marta Górna (16 жовтня 2014). Na Ukrainie trwają dwie wojny: w jednej się zabija, w drugiej się kłamie (ROZMOWA). Wyborcza.pl. Архів оригіналу за 16 листопада 2019. Процитовано 12 квітня 2020. (пол.)
- Українська миротворча школа. Майбутнє вимушених переселенців (запис програми «Будь в курсі» на телеканалі «ОТБ», 20 січня 2015 року) на YouTube
- ОТБ. "Будь в курсі". Українська миротворча школа. Нова міліція і досвід Белфаста для України (17 лютого 2015) на YouTube
- Pomagać Ukrainie? „Sąsiad jest bity. Dalsze wygłaszanie apeli to dość podejrzana polityka”. TVP Info. 11 березня 2015. Архів оригіналу за 28 травня 2021. Процитовано 12 квітня 2020. (пол.)
- НТА. В Об'єктиві: Част. 2 - Наталія Зубар, Олена Логвіненко на YouTube
- Слобожанщина: оборонний вал і точка зборки України [передрук зі статті: Альберт Цукренко. Харківська правозахисниця назвала Слобожанщину кордоном між Заходом та Сходом // Культпростір.]. Майдан. 26 листопада 2015. Архів оригіналу за 18 вересня 2020. Процитовано 12 квітня 2020.
- Марія Щур (8 грудня 2017). У розвиток Донбасу потрібно вкладати, бо це – колективна безпека України та Європи – Зубар. Радіо Свобода. Архів оригіналу за 20 лютого 2022. Процитовано 12 квітня 2020.

### Публікації Наталії Зубар
- Наталка Зубар: Шара как феномен массового сознания. Майдан. 6 квітня 2011. Архів оригіналу за 17 серпня 2017. Процитовано 12 квітня 2020. (рос.)
- Наталя Зубар, Олександр Северин (23 вересня 2011). Право невідчужуване і непорушне. Або?. День. Архів оригіналу за 30 листопада 2020. Процитовано 12 квітня 2020.
- Наталка Зубар, Олександр Северин: Магія слова. Одкровення для засобів масової (дез)інформації. Детектор медіа. 28 березня 2012. Процитовано 12 квітня 2020.
- Наталка Зубар, Олександр Северин (13 травня 2013). Наталка Зубар, Олександр Северин: Карти (не)свободи мирних зібрань в Україні. Майдан. Архів оригіналу за 11 серпня 2020. Процитовано 12 квітня 2020.
- Наталка Зубар (28 вересня 2013). Українські ЗМІ повідомили про науковий факт існування русалок! Чим це загрожує євроінтеграції України?. Майдан. Архів оригіналу за 5 червня 2020. Процитовано 12 квітня 2020.
- Наталка Зубар: Це – війна проти України. Поки що – інформаційна. Детектор медіа. 5 грудня 2013. Процитовано 12 квітня 2020.
- Наталка Зубар: 14 жовтня – останній шанс для переселенців?!. Майдан. 12 жовтня 2014. Архів оригіналу за 5 серпня 2020. Процитовано 12 квітня 2020.
- Наталія Зубар (1 грудня 2014). Українська котяча армія. За що військові поставлять пам’ятники котам. Майдан. Архів оригіналу за 19 жовтня 2020. Процитовано 12 квітня 2020.
- Наталія Зубар (27 грудня 2015). Безпека російською мовою – місія неможлива?!. Майдан. Архів оригіналу за 2 квітня 2020. Процитовано 12 квітня 2020.
- Наталія Зубар (1 вересня 2016). Волинь. Конфлікт пам'яті між Польщею і Україною. Аналіз і прогноз. Майдан. Архів оригіналу за 29 березня 2020. Процитовано 12 квітня 2020.
- Наталія Зубар (30 березня 2017). Системна помилка антикорупційної діяльності в Україні. Майдан. Архів оригіналу за 23 вересня 2020. Процитовано 12 квітня 2020.
- Наталія Зубар (4 травня 2017). Червоний перець і когнітивна безпека. Майдан. Архів оригіналу за 5 червня 2020. Процитовано 12 квітня 2020.
- Наталія Зубар (2 січня 2019). Як знайти бачення миротворення після війни?. Майдан. Архів оригіналу за 11 серпня 2020. Процитовано 12 квітня 2020.
- Наталія Зубар (7 лютого 2019). Знахідки українських Мисливців за політботами. Майдан. Архів оригіналу за 12 серпня 2020. Процитовано 12 квітня 2020.
- Наталія Зубар (27 липня 2019). Ніколи не читай допис, який ти коментуєш - та інші шкідливі поради з інформбезпеки. Детектор медіа. Архів оригіналу за 28 липня 2019. Процитовано 12 квітня 2020.
- Наталія Зубар (6 жовтня 2019). Квантові стани президента Зеленського. Майдан. Архів оригіналу за 18 грудня 2019. Процитовано 12 квітня 2020.
- Наталія Зубар (14 грудня 2019). Когнітивні викривлення як зброя в інформаційній війні. Майдан. Архів оригіналу за 16 грудня 2019. Процитовано 12 квітня 2020.

### Відео із Наталією Зубар
- Maidan's project "For Minister of Interior Affairs" (Львів, вересень 2005) на YouTube
- Наталка Зубар про мережеві технології Майдану на YouTube
- Наталка Зубар: Інформаційна безпека в реалі в епоху інформаційної війни. Майдан. 8 лютого 2014. Архів оригіналу за 28 жовтня 2020. Процитовано 12 квітня 2020.
- Наталка Зубар. Звернення до #Євромайдан #Харків 1 грудня 2013 на YouTube
- Наталка Зубар оголошує Декларацію вільних громадян Харкова (Євромайдан, 18 січня 2014) на YouTube
- Як діє телебачення Кремля на людей в Україні і які результати відключення людей від його впливу? (березень 2015) на YouTube
- 25 Years History of Maidans in Ukraine - Nataliya Zubar PDF POLAND-CEE 2015 на YouTube
- «Як працюють соціальні мережі?». Лекція Наталії Зубар. 22.09.2015 р. на YouTube
- Інформаційна війна в Україні і в країнах ЄС. Information War in Ukraine and European Union (Харків, 26 жовтня 2016) на YouTube

### Відео Наталії Зубар
- Ukraine. A Banana Republic Forever?! на YouTube